# Adrienn Nagy
Adrienn Nagy (* 24. März 2001 in Budapest) ist eine ungarische Tennisspielerin.

## Karriere
Nagy begann mit vier Jahren mit dem Tennisspielen und bevorzugt Hartplätze. Sie spielte bislang vorwiegend auf der ITF Women’s World Tennis Tour, wo sie bislang einen Einzel- und 13 Doppeltitel gewinnen konnte.
Ihr erstes Profiturnier bestritt sie im Mai 2016 bei einem mit 10.000 US-Dollar dotierten ITF-Turnier in Győr, wo sie nach einem Sieg in der Erstrundenpartie in der zweiten Runde ausschied. Im Juni 2016 erhielt sie mit ihrer Partnerin Fanni Gécsek eine Wildcard für das Hauptfeld im Doppel der mit 50.000 US-Dollar dotierten Naturtex Women’s Open 2016. Sie unterlagen dort aber in der ersten Runde klar mit 0:6 und 0:6. Nach weiteren Erst- und Zweitrundenniederlagen stand sie mit ihrer Doppelpartnerin Karolína Beránková im Oktober 2016 im Finale des mit 15.000 US-Dollar dotierten ITF-Turniers in Lissabon. Sie unterlagen dort aber knapp in drei Sätzen.
2018 trat sie ab den French Open bei allen Juniorinnenwettbewerben der Grand Slams an. Sie schied aber bei den French Open und in Wimbledon jeweils im Einzel und Doppel in der ersten Runde aus. Beim Juniorinneneinzel der US Open gewann sie ihr Erstrundenmatch, schied dann aber in der zweiten Runde gegen die spätere Halbfinalistin María Camila Osorio Serrano aus. Im Oktober 2018 konnte sie mit ihrer Landsfrau Dorka Drahota Szabo wieder ein Finale im Doppelwettbewerb des mit 15.000 US-Dollar dotierten Turniers in Ashkelon erreichen.
Bei den Australian Open 2019 erreichte sie im Juniorinneneinzel das Achtelfinale, im Doppel gewann sie mit ihrer Partnerin Natsumi Kawaguchi den Titel.
Im Februar 2019 gab Nagy ihr Debüt in der ungarischen Fed-Cup-Mannschaft in der Gruppe I im Fed Cup 2019. Von ihren beiden Begegnungen, davon ein Einzel und ein Doppel, konnte sie beide gewinnen.
Für ihr erstes Turnier der WTA Tour, die Hungarian Ladies Open 2019, erhielt sie für die Qualifikation Ende Februar eine Wildcard, verlor ihr Erstrundenmatch aber knapp in drei Sätzen gegen Paula Badosa Gibert mit 3:6, 7:61 und 2:6.

## Turniersiege

### Einzel
| Nr. | Datum            | Turnier | Kategorie   | Belag     | Finalgegnerin | Ergebnis |
| --- | ---------------- | ------- | ----------- | --------- | ------------- | -------- |
| 1.  | 3. November 2019 | Cancún  | ITF $15.000 | Hartplatz | Rachel Gailis | 6:3, 6:2 |

### Doppel
| Nr. | Datum              | Turnier        | Kategorie   | Belag         | Partnerin           | Finalgegnerinnen                             | Ergebnis          |
| --- | ------------------ | -------------- | ----------- | ------------- | ------------------- | -------------------------------------------- | ----------------- |
| 1.  | 28. September 2019 | Kaposvár       | ITF $25.000 | Sand          | Dalma Gálfi         | Anna Bondár Réka Luca Jani                   | 7:65, 2:6, [10:3] |
| 2.  | 9. November 2019   | Cancún         | ITF $15.000 | Hartplatz     | Shavit Kimchi       | Tiphanie Fiquet Tea Jandrić                  | 6:3, 6:2          |
| 3.  | 16. Januar 2021    | Antalya        | ITF $15.000 | Sand          | Pia Lovrič          | Ayla Aksu Ani Wangelowa                      | 6:4, 7:5          |
| 4.  | 6. März 2021       | Neu-Delhi      | ITF $15.000 | Hartplatz     | Pia Lovrič          | Sowjanya Bavisetti Prarthana Thombare        | 6:2, 6:3          |
| 5.  | 17. April 2021     | Cancún         | ITF W15     | Sand          | Shavit Kimchi       | Lee So-ra Misaki Matsuda                     | 5:7, 6:2, [10:8]  |
| 6.  | 1. Mai 2021        | Oeiras         | ITF W25     | Sand          | Park So-hyun        | Riya Bhatia Gabriela Cé                      | 6:4, 6:0          |
| 7.  | 6. August 2023     | Koge           | ITF W25     | Sand          | Pia Lovrič          | Tiphanie Lemaître Anna Zirjanowa             | 6:4, 6:0          |
| 8.  | 4. Mai 2024        | Yecla          | ITF W35     | Hartplatz     | Joëlle Steur        | Jessica Failla Anastasia Iamachkine          | 6:3, 6:4          |
| 9.  | 24. August 2024    | Krakau         | ITF W15     | Sand          | Linda Ševčíková     | Salma Drugdová Ivana Šebestová               | 7:62, 6:3         |
| 10. | 25. Oktober 2024   | Villena        | ITF W15     | Hartplatz     | Joy de Zeeuw        | Rose Marie Nijkamp Isis Louise van den Broek | kampflos          |
| 11. | 22. Februar 2025   | Bukarest       | ITF W15     | Hartplatz (i) | Emily Seibold       | Katarína Strešnáková Marine Szostak          | 7:65, 6:1         |
| 12. | 5. April 2025      | Iraklio        | ITF W15     | Sand          | Katharina Hobgarski | Rossiza Dentschewa Franziska Sziedat         | 6:1, 6:1          |
| 13. | 31. Mai 2025       | La Vall d’Uixó | ITF W15     | Sand          | Ania Hertel         | Enola Chiesa Marine Szostak                  | 6:4, 6:1          |

## Persönliches
Ihre Mutter ist die ehemalige Tennisspielerin Virág Csurgó.